# Anaptygus longipennis
Anaptygus longipennis är en insektsart som beskrevs av Mao, B. och J. Xu 2004. Anaptygus longipennis ingår i släktet Anaptygus och familjen gräshoppor. Inga underarter finns listade i Catalogue of Life.